# Río Siagne
El río Siagne es un corto río de Francia que desemboca en el mar Mediterráneo en Mandelieu-la-Napoule. Nace en el oeste del departamento  de Alpes Marítimos, en la comuna de Saint Vallier-de-Thiey, cerca de la  aldea de Bail, junto al límite con Var. Su longitud es de 44,4 km y drena una pequeña cuenca de 550 km².
El Siagne define en partes de su curso el límite entre Var y los Alpes Marítimos. A través del Canal de la Siagne proporciona agua potable a las ciudades de Grasse y Cannes.